# Media Factory
Media Factory (jap. メディアファクトリー Mediafakutorī), dawniej Media Factory, Inc. (jap. 株式会社メディアファクトリー Kabushiki-gaisha Mediafakutorī) – japońskie wydawnictwo oraz marka należąca do holdingu Kadokawa Future Publishing.
Media Factory wydaje czasopisma związane z mangą m.in. „Gekkan Comic Alive” oraz „Gekkan Comic Gene”, a także wydaje pod imprintami „MF Bunko J” oraz „Novel 0”.

## Historia
Media Factory powstało 1 grudnia 1986. 12 października 2011 wydawnictwo zostało zakupione przez holding Kadokawa za 8 miliardów jenów.
1 października 2013 wydawnictwo Media Factory wraz z ośmioma innymi firmami przestało istnieć jako samodzielna spółka typu kabushiki-gaisha i stało się marką należącą do holdingu Kadokawa.